# دانشگاه دولتی گنجه
دانشگاه دولتی گنجه (آذربایجانی: Gəncə Dövlət Universiteti) یک دانشگاه دولتی و قدیمی که در سال ۱۹۳۸ میلادی در شهرگنجه، جمهوری آذربایجان تأسیس شده‌است. دانشگاه دولتی گنجه دارای ۸ گروه آموزشی در مقاطع کارشناسی، کارشناسی ارشد و دکتری می‌باشد.